# Лептіс-Магна
32°38′21″ пн. ш. 14°17′26″ сх. д. / 32.63917° пн. ш. 14.29056° сх. д.
Лептіс-Магна, Лептіс Великий (фінік. , лат. Leptis Magna, араб. لَبْدَة) — стародавнє місто у Північній Африці (руїни якого розташовані біля сучасного міста Хомс, за 130 км на схід від Триполі у Лівії), у давнину — самостійне місто-держава.

## Історія
Заснований близько 1100 до н. е. як фінікійська колонія — вихідцями з Сідона (за Саллюстієм) або Тіра (за Плінієм). Назва «Лептіс» може мати місцеве, берберське походження, самі фінікійці певний час можливо йменували місто Карт Хадашт (фінік. , грецький відповідник — дав.-гр. Νεάπολις) і лише після заснування Карфагена назва «Лептіс» утверджується остаточно.
Наприкінці VII — початку VI ст. до н. е. Лептіс потрапляє в залежність від Карфагена, хоча й зберігає внутрішню автономію — власні народні збори, адіру і суфетів. Про важливість Лептіса для нових господарів свідчить сума податків, які сплачувало місто — один талант на день. Доходи, які місто отримувало від торгівлі з сахарськими оазами, вочевидь, дозволяли сплачувати цю величезну сумму без особливих труднощів.
Після поразки карфагенян у Другій Пунічній війні здобув самостійність під формальним протекторатом Нумідії, з 107 р. до н. е. — опинився під владою Рима. Був одним з центрів антицезаріанського руху. За часів Августа розпочалася активна розбудова міста в римському дусі. У 126 р. Адріан надав Лептісу статус римської колонії.
В Лептісі народився Септимій Север, за правління якого місто досягло найвищого розквіту. Були збудовані нові вулиці, оздоблені колоннадами, храми і форум.
В III ст. місто почало занепадати. Лише за Феодосія I Лептіс пережив коротке піднесення. З 439 р. — у складі Африканського королівства. Гейзеріх наказав зруйнувати міські мури, остерігаючись заколотів в середовищі місцевих мешканців. Як наслідок Лептіс залишився беззахисним перед рейдами берберів, що спустошили місто у 523 році. У 534 р. Лептіс відвоювали візантійці, у 650 р. — захопили араби, після чого місто спорожніло остаточно.

## Галерея

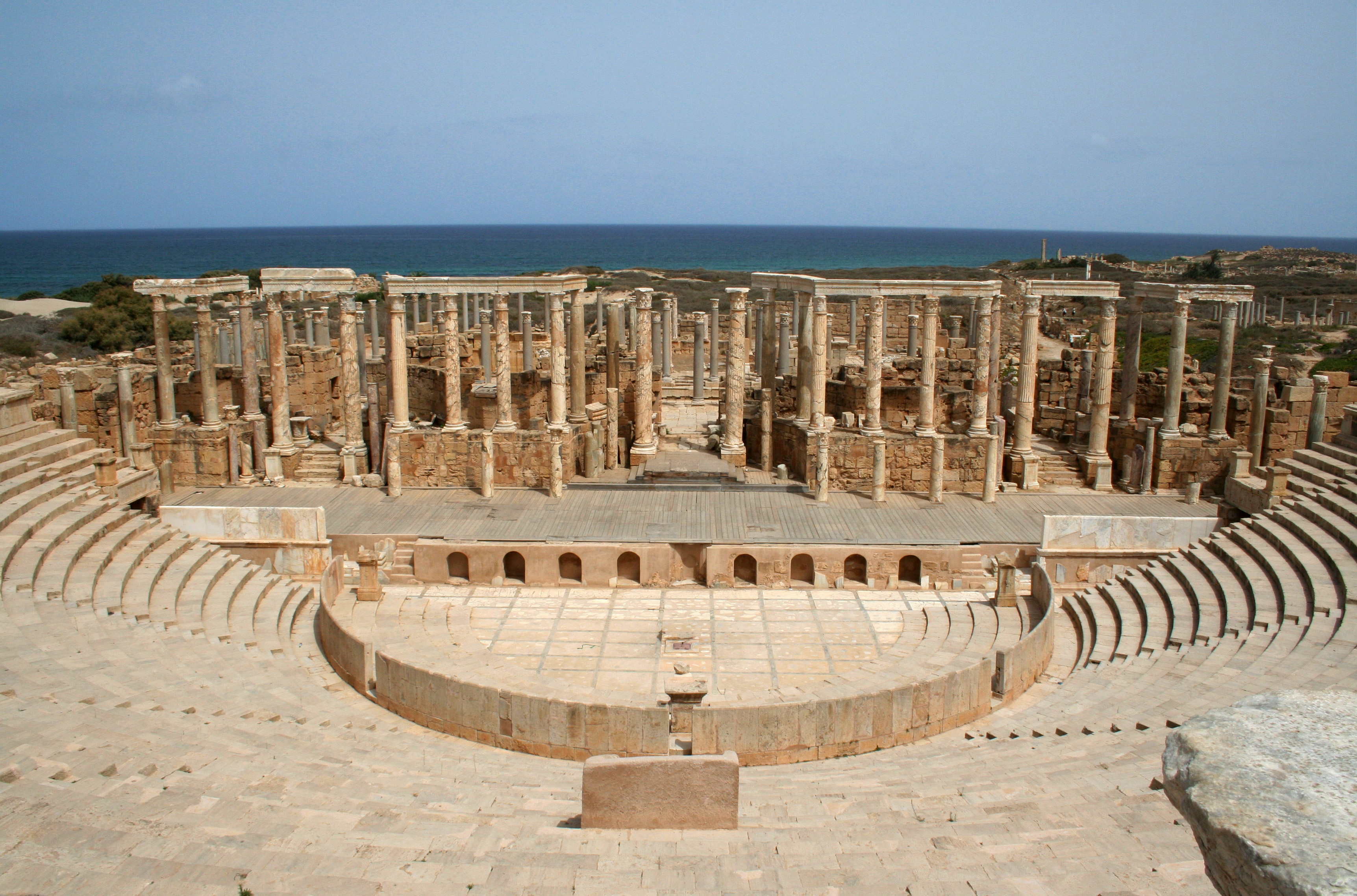
Театр
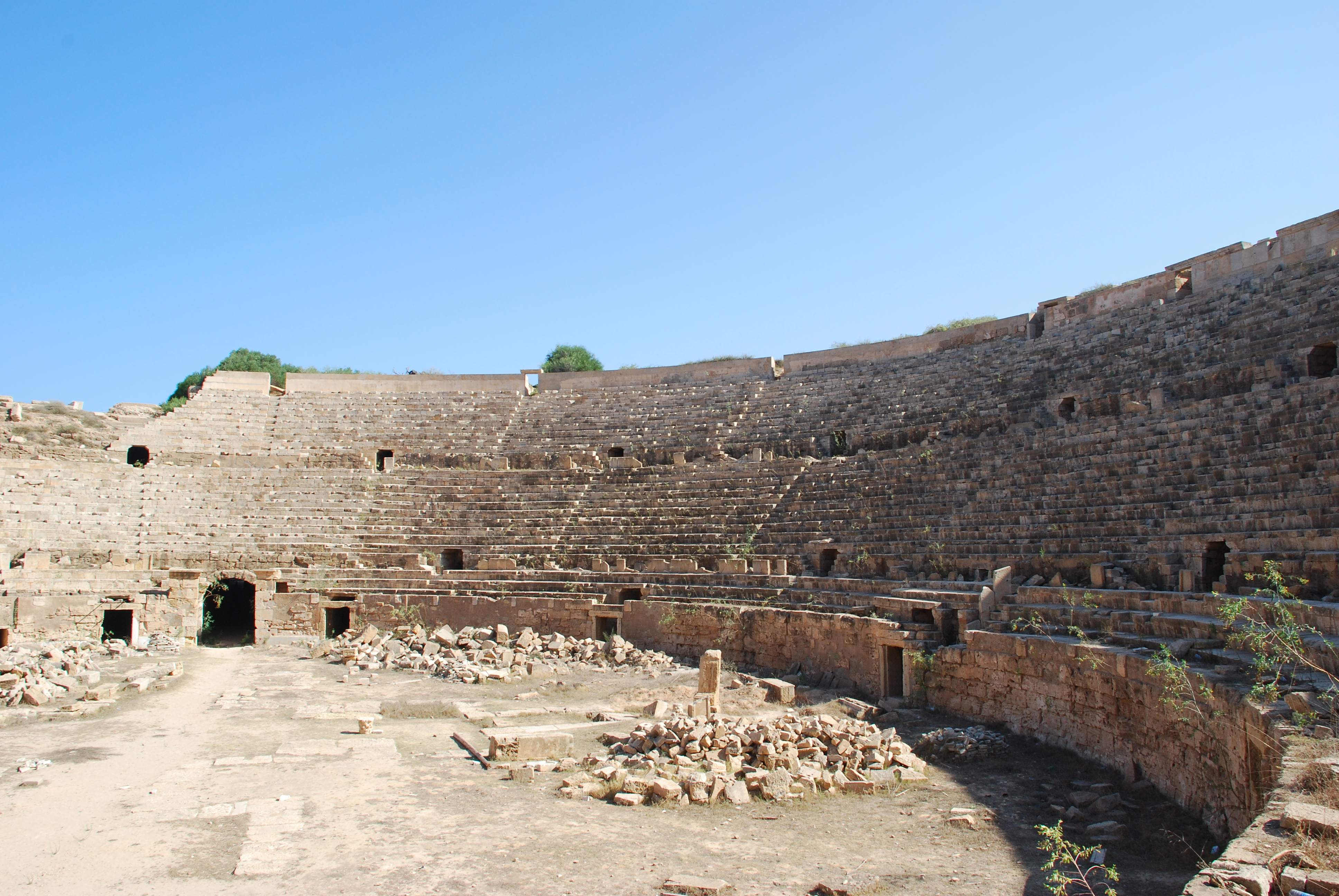
Амфітеатр
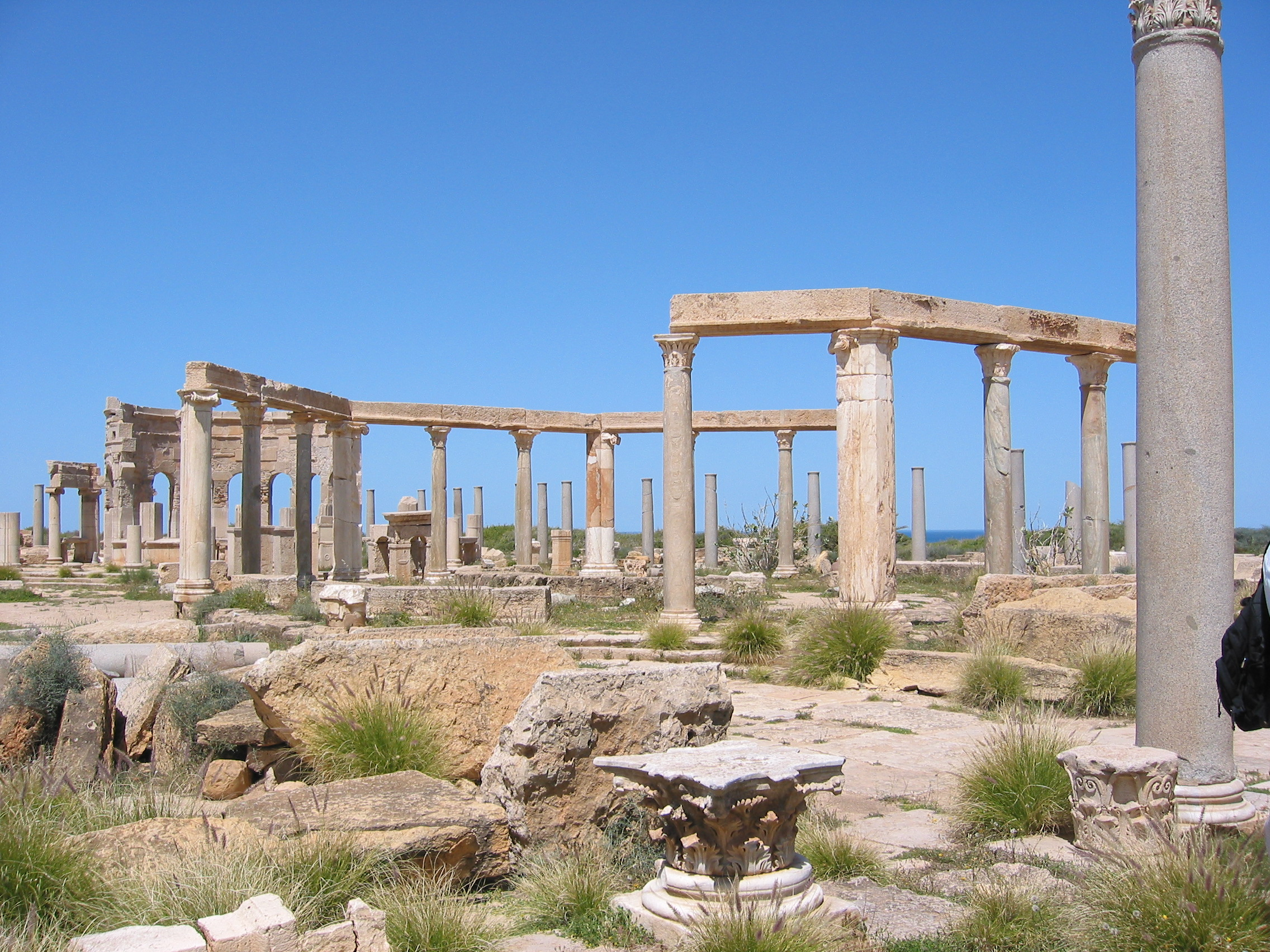
Ринок
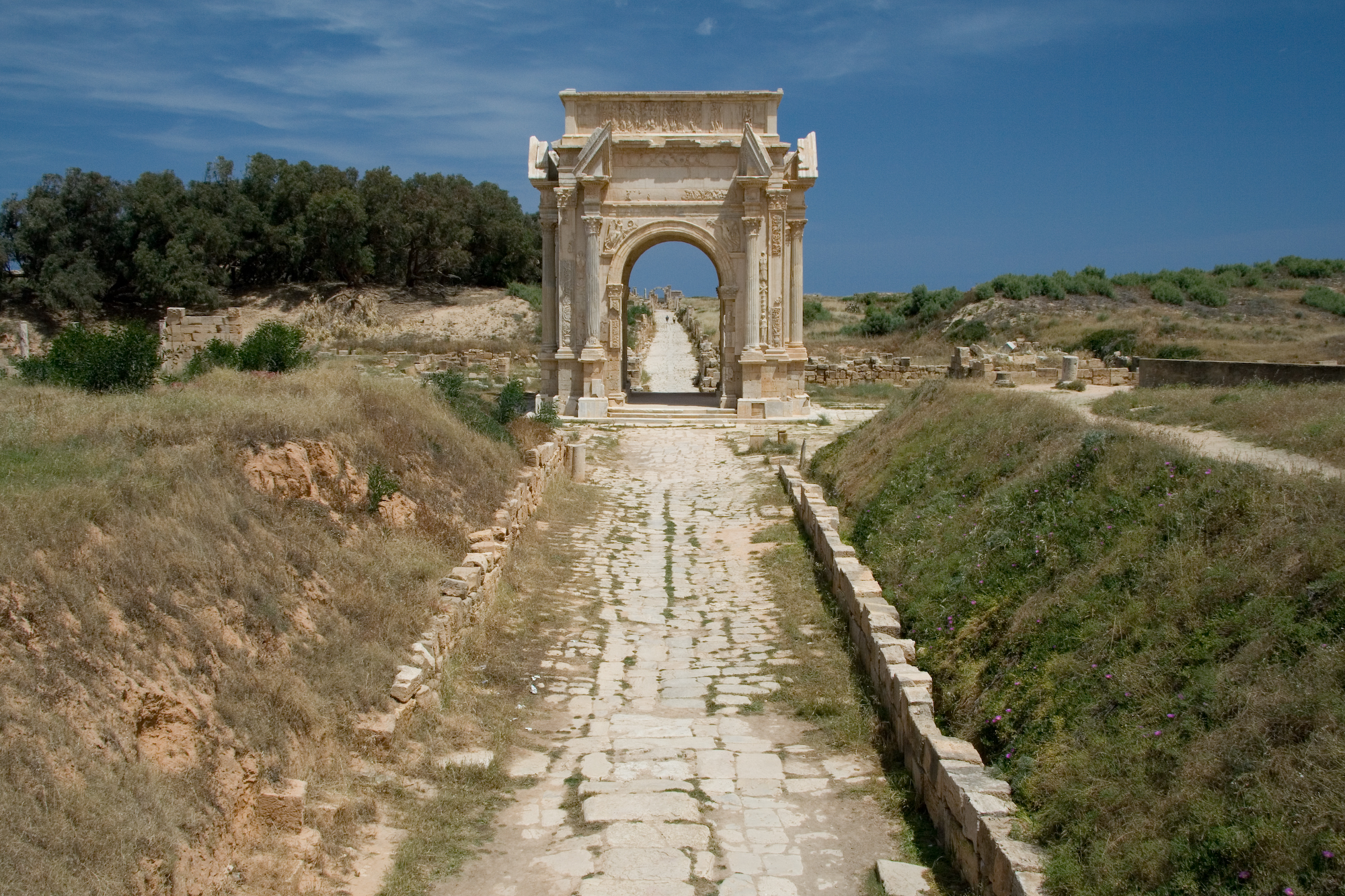
Арка Септимія Севера
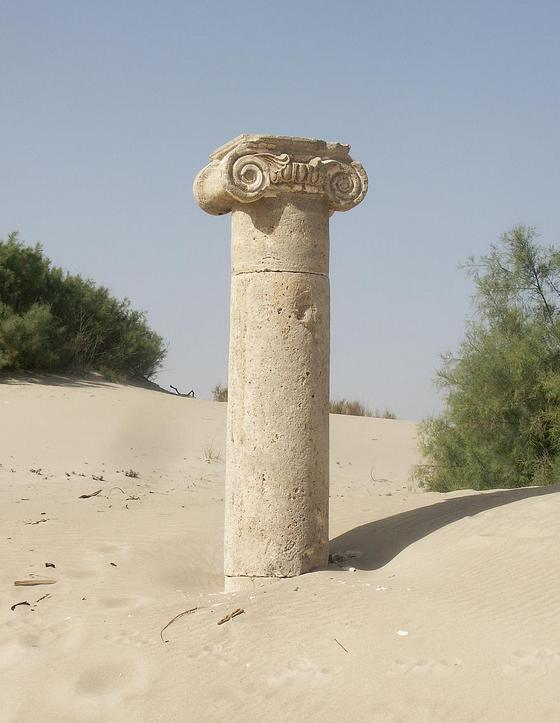
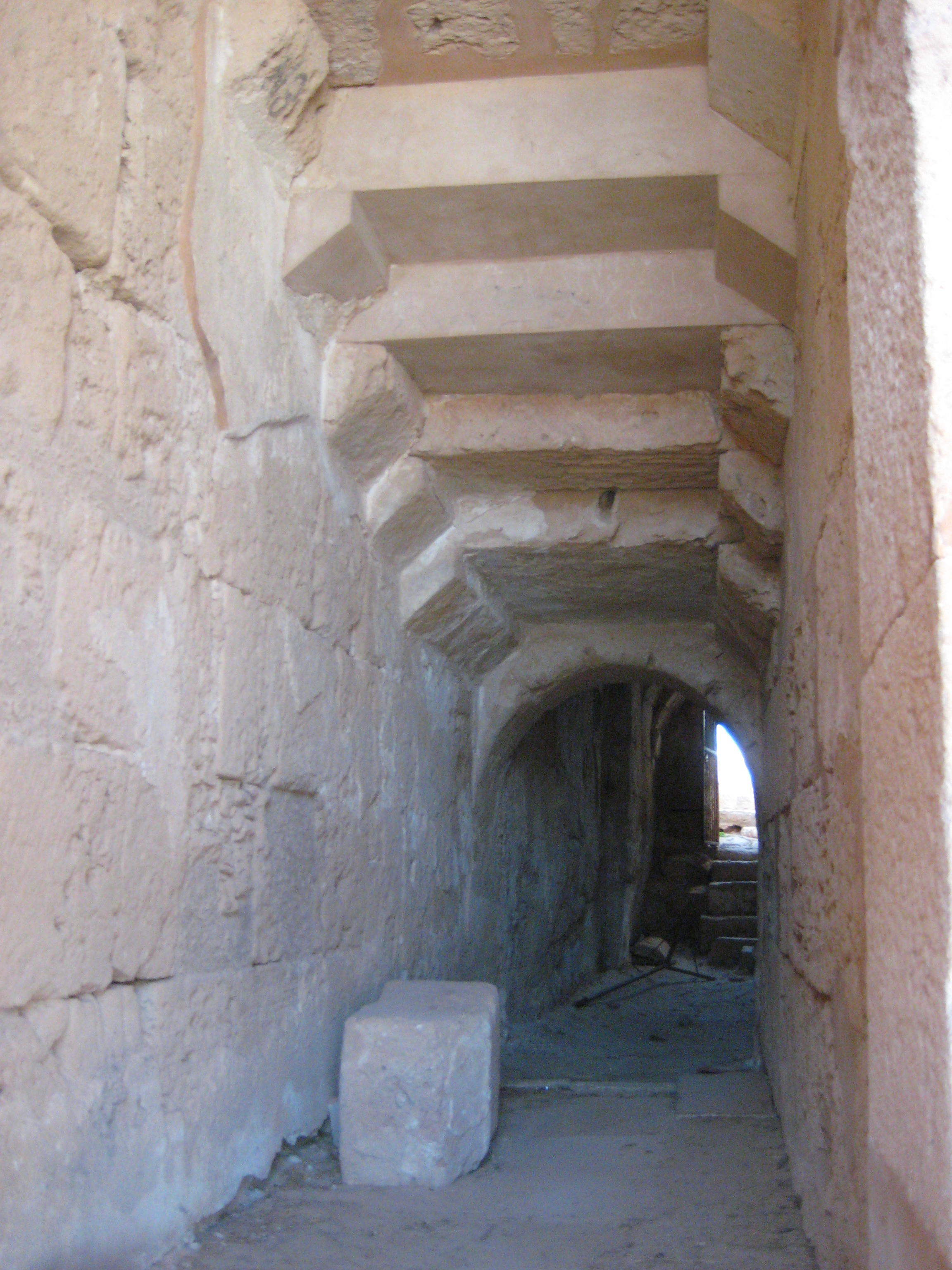
Один з входів до театру (зовнішній вигляд)
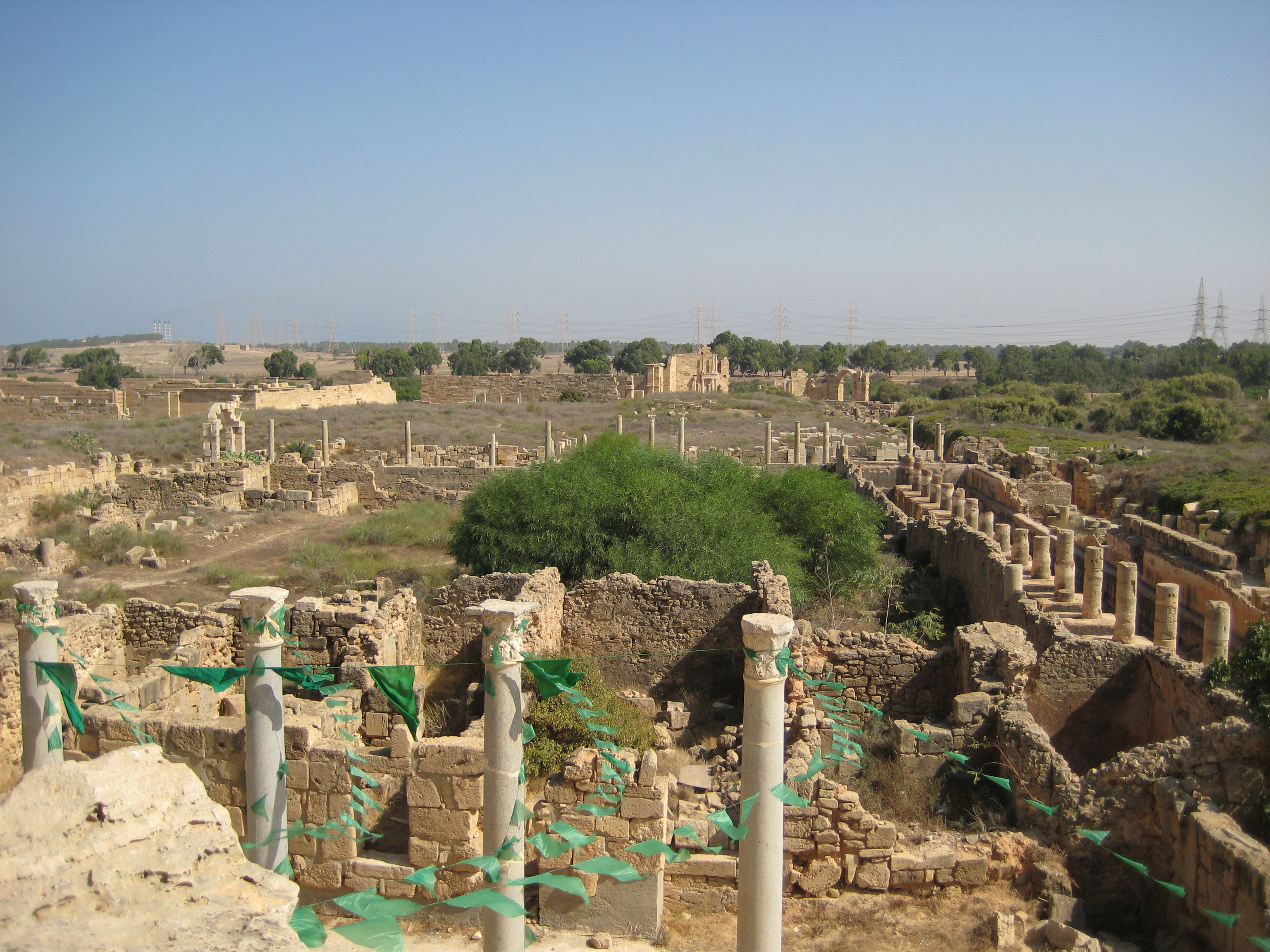
Вид зі стіни театру
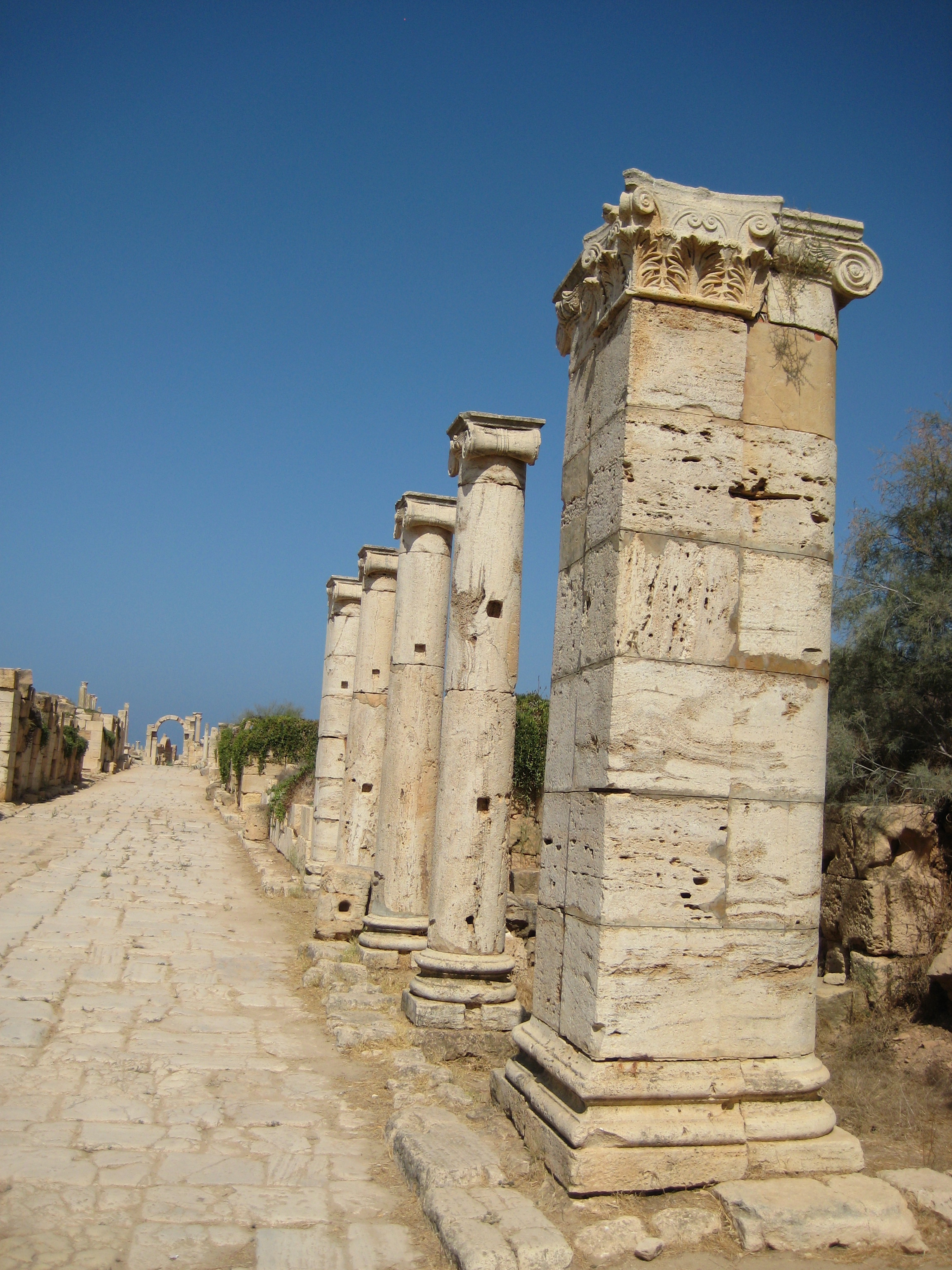
Виличний вид (з арки Септимія Севера на арку Траяна)
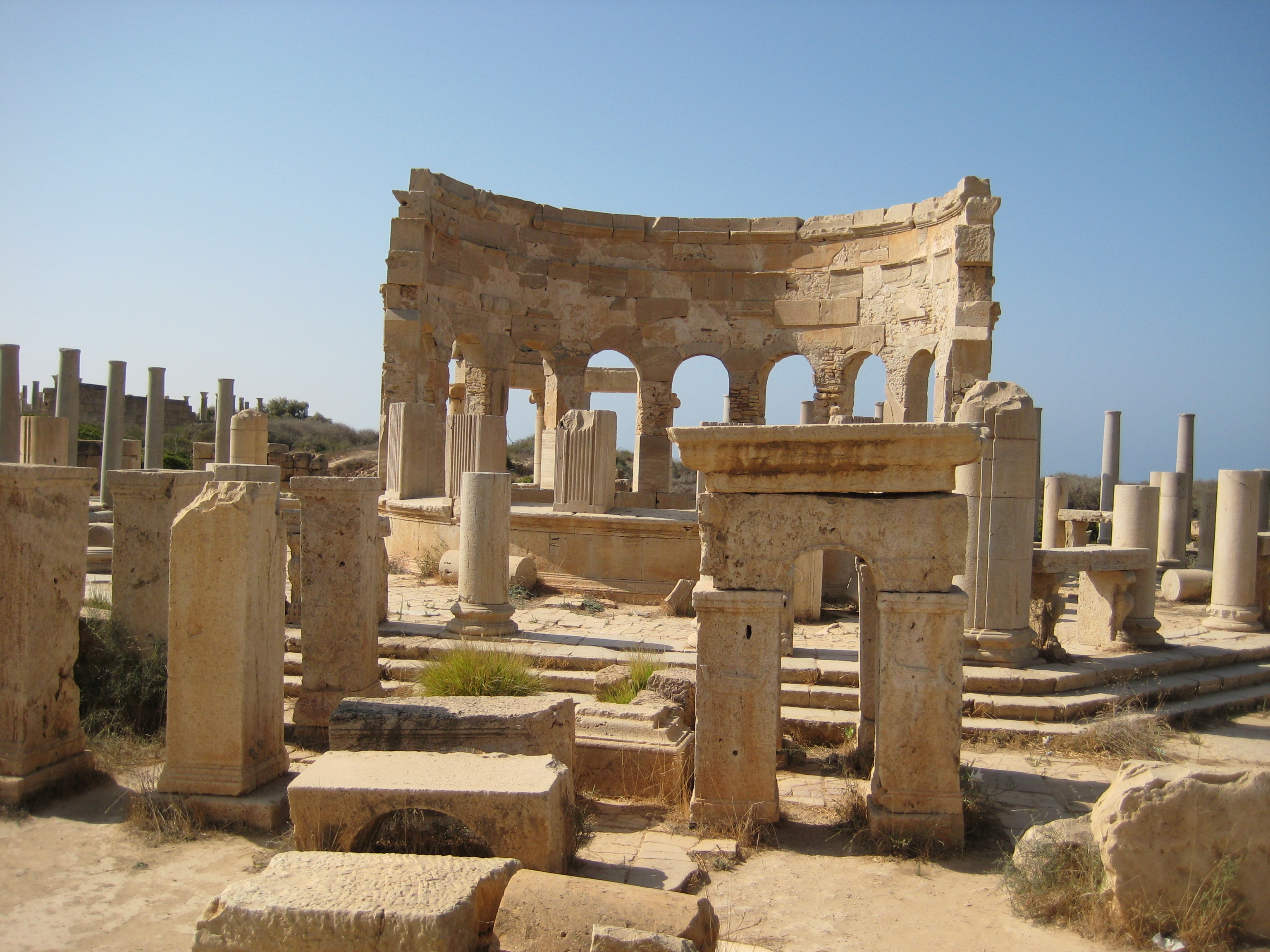
Ринок
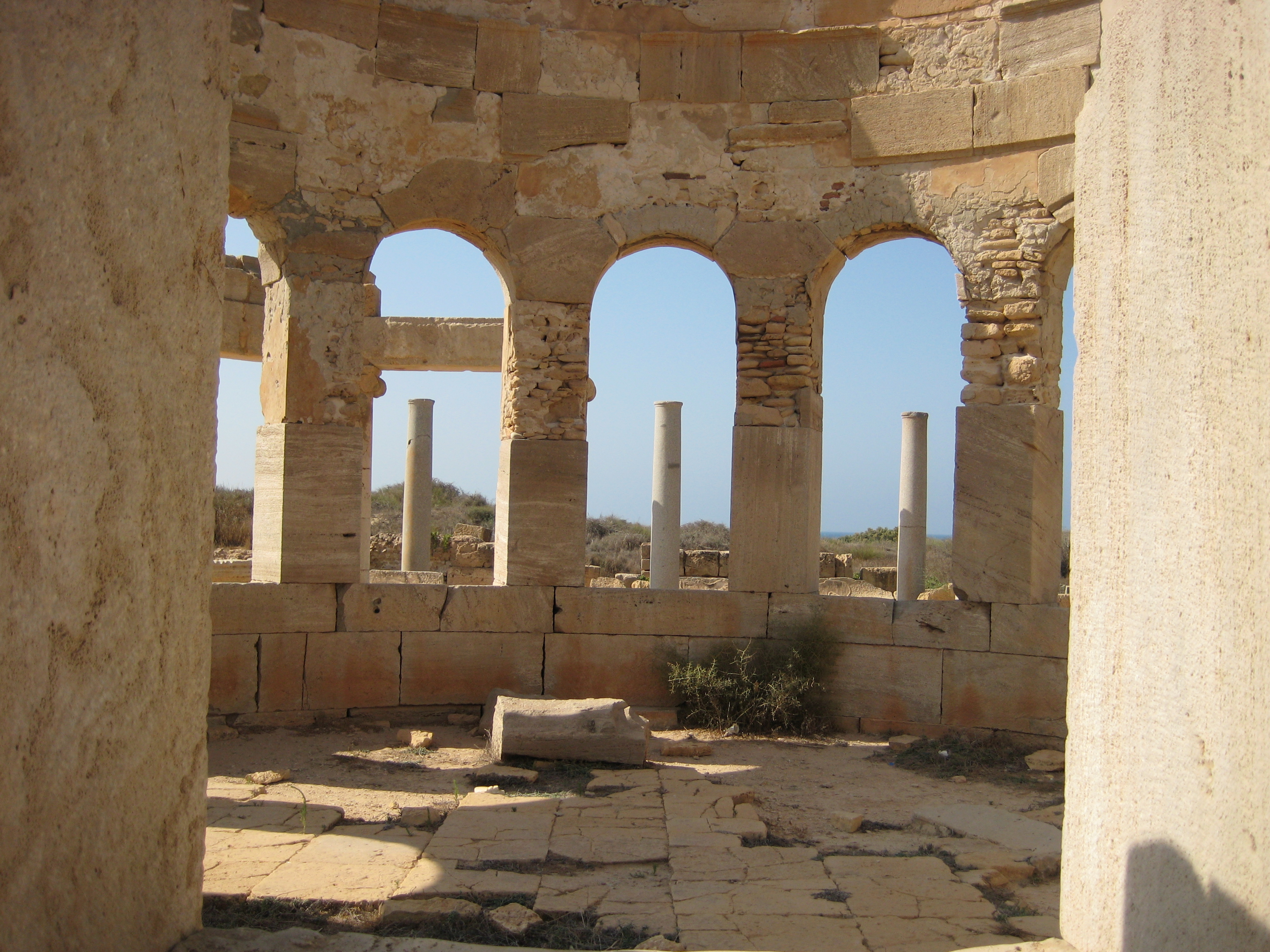
Ринок
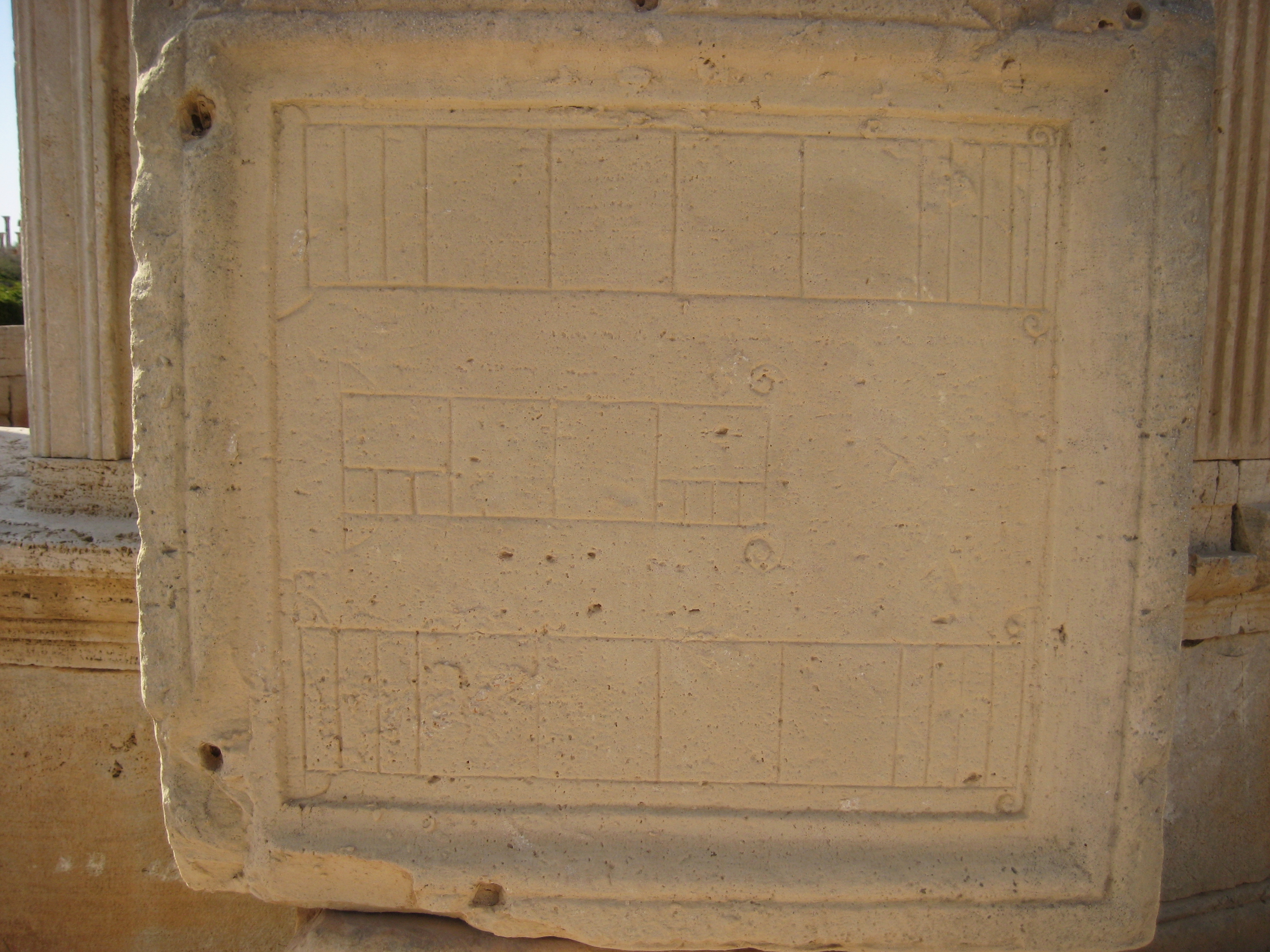
Конвертер мір, Ринок (заснований у 8 чи 9 ст. до н. е.) (фінікійська колонія)
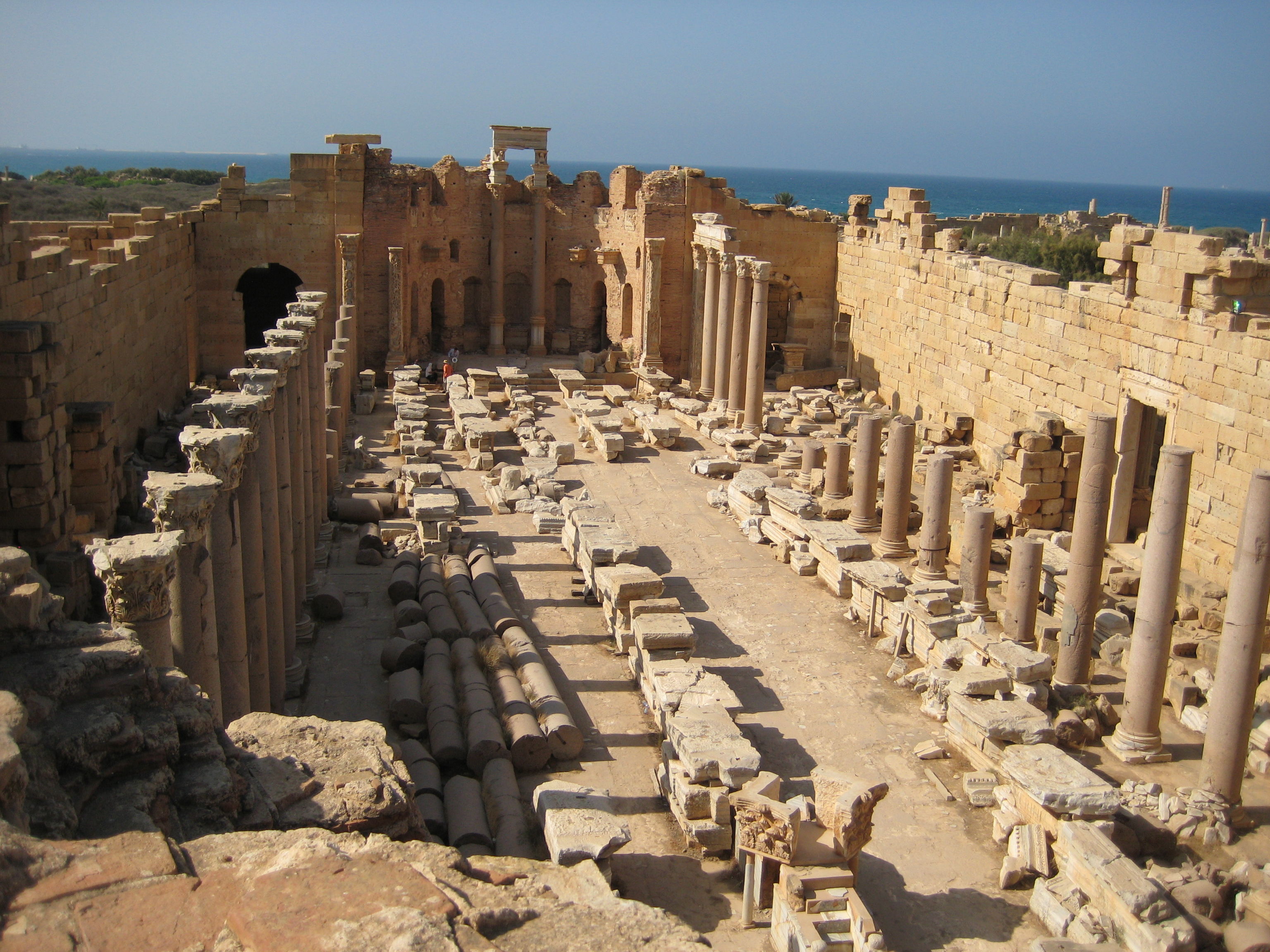
Базиліка Севера, 2 століття
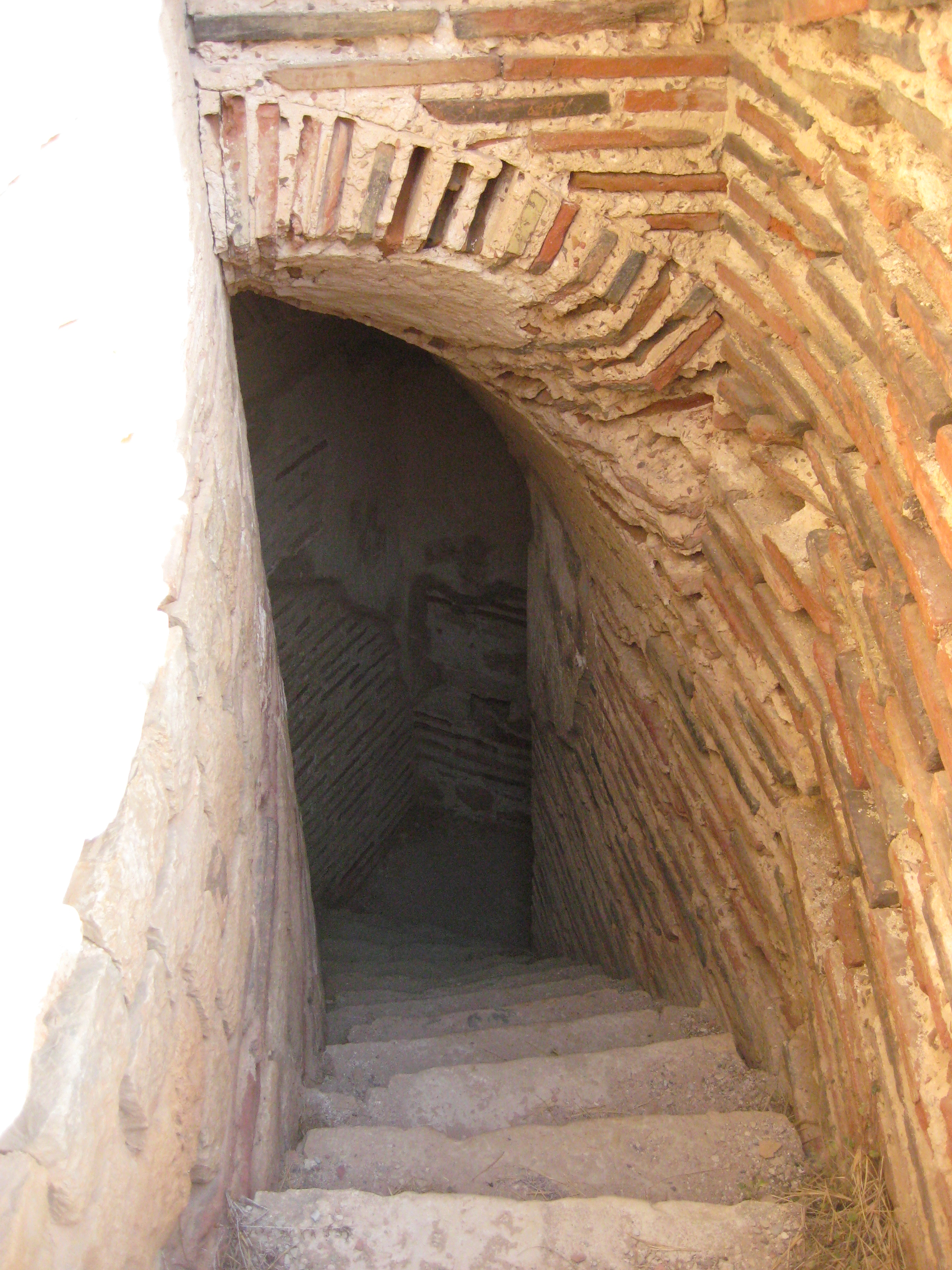
Сходи всередині базиліки
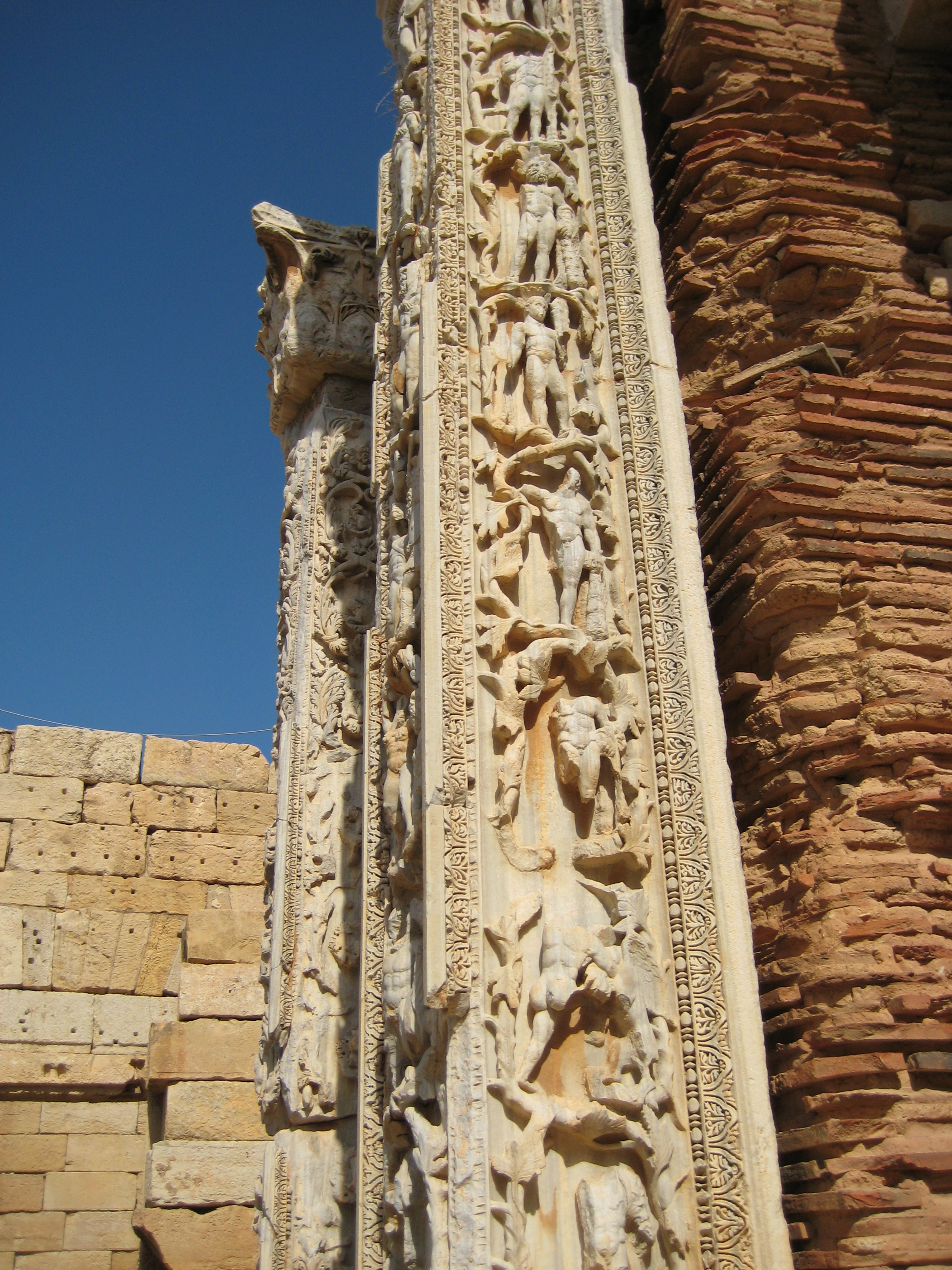
Декоративні колони у базиліці
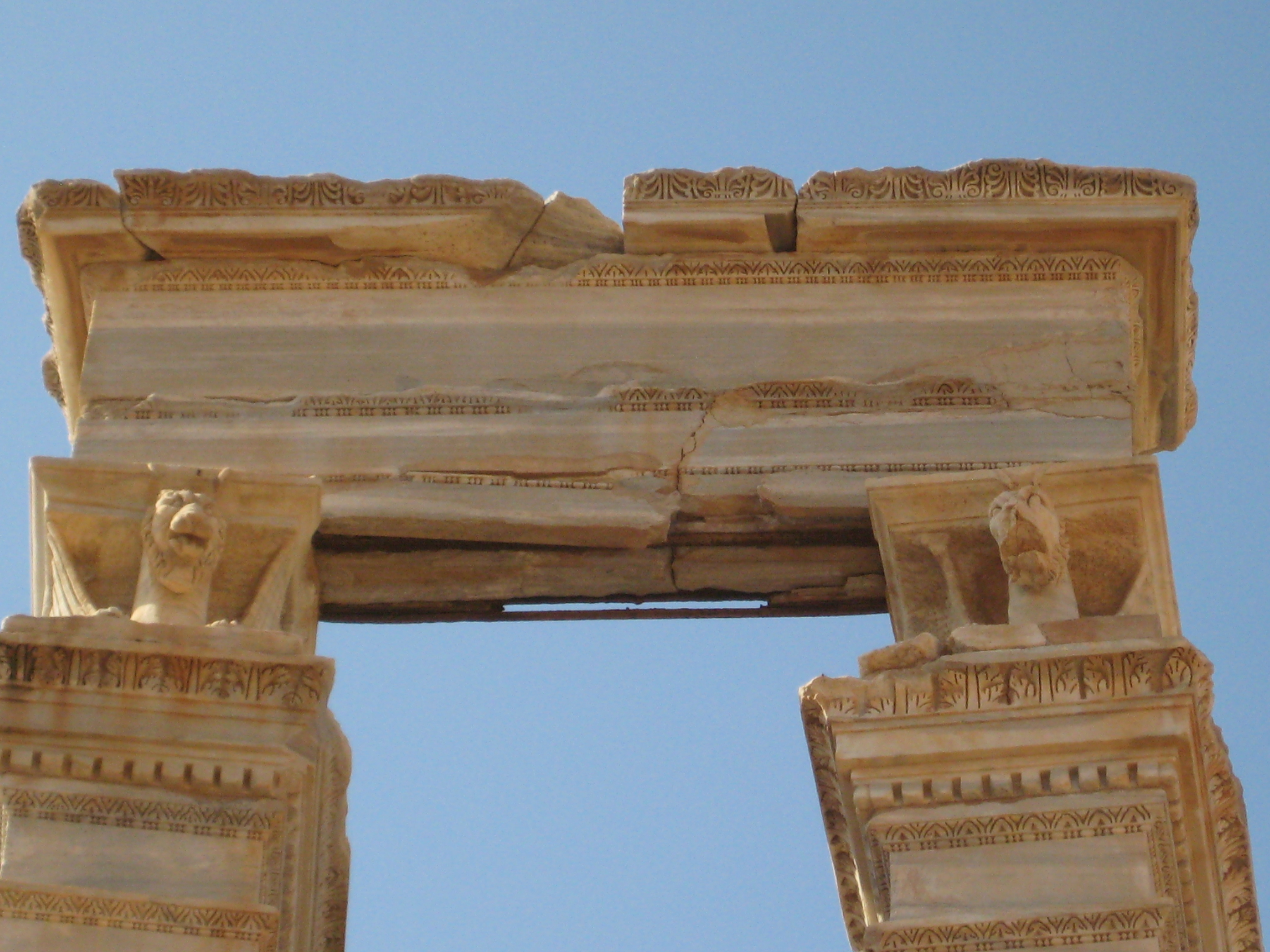
Базиліка Севера, 2 століття
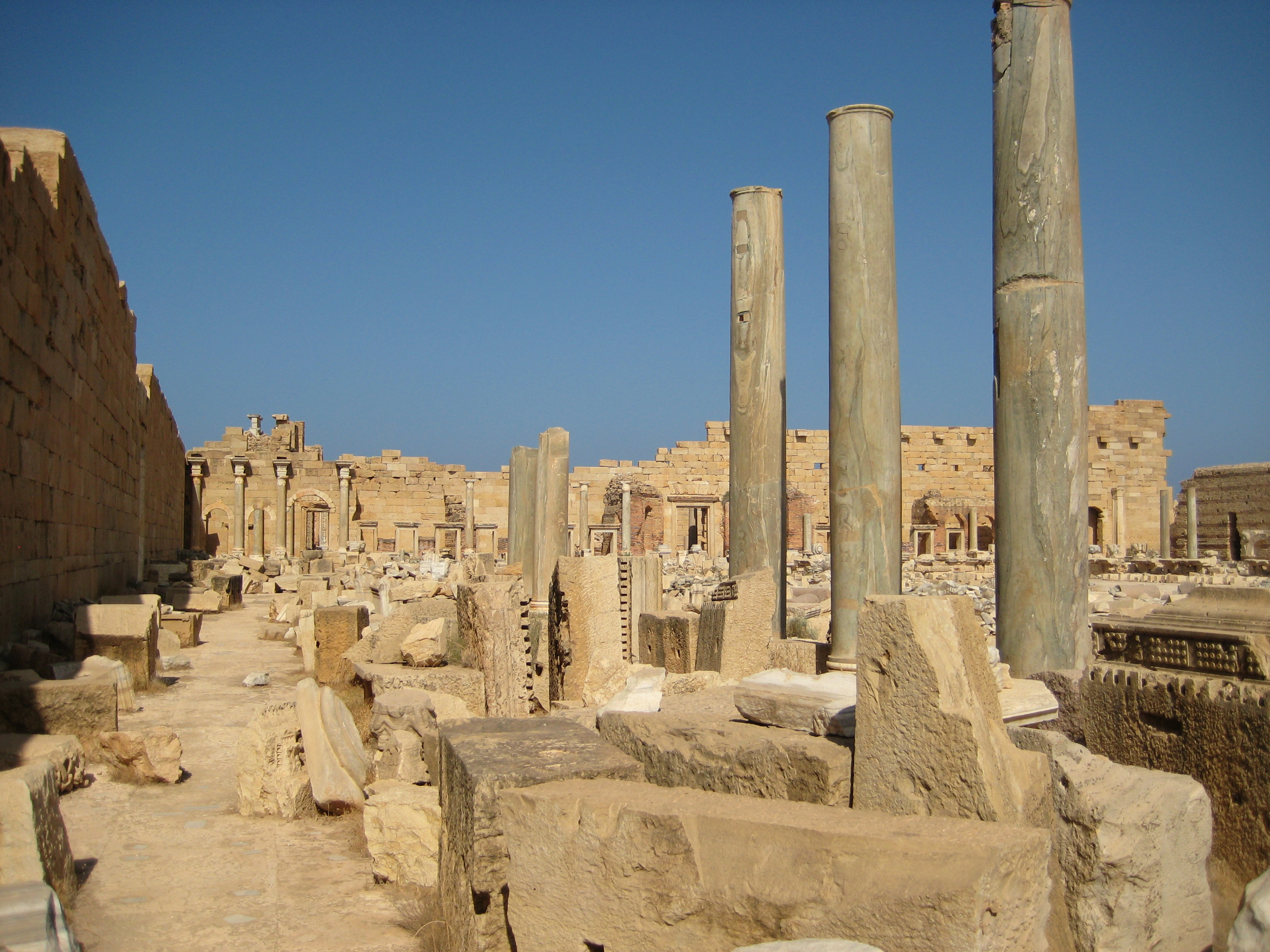
Форум, 2 століття